# Воденица Лазића, Бања Јошаница
Воденица Лазића , воденица поточара, налази се у насељу Јошаница (Сокобања) у општини Сокобања.
Воденица је саграђена 1888. године. 
Воденица ради и данас и има у понуди брашно од: пшенице, ражи, овса, јечма и кукуруза. (2021.г.)
Домаћинство Лазић се данас поред воденичарством бави и туризмом као „Газдинство Лазић“ тако да нуде смештај и традиционалну храну. 
У дворишту се налазе разни етно мотиви који подсећају на некадашње воденице али и некадашња домаћинства у овом крају.
Занимљиво је да се под истим кровом налазе: кухиња, дневна соба и воденични камен. Домаћини истичу да су четврта генерација која се бави воденичарством.

## Галерија 2021. година
- Довод воде до воденице
- Улаз у воденицу 2021. године
- Поглед на зграду са улице
- Воденични камен
- Прибор за спремање хране испод сача
- Излаз, одовод, воде из воденице
- Прибор-посуде од дрвета за тесто и брашно
- Пекара, фуруна или вурња за печење хлеба.
- Вага за мерење
- Улаз преко мостића у газдинство